# Nagyér
Nagyér è un comune dell'Ungheria di 620 abitanti (dati 2001). È situato nella contea di Csongrád-Csanád.